# Cmentarz ewangelicki w Świniarkach
Cmentarz ewangelicki w Świniarkach – dawny cmentarz ewangelicki zlokalizowany w Świniarkach, części wsi Świniary w Polsce, w województwie lubuskim, w powiecie międzyrzeckim, w gminie Skwierzyna.
Cmentarz został założony na przełomie XVI i XVII wieku przez tzw. Olędrów – ludność pochodzenia holenderskiego, która meliorowała łąki i karczowała Puszczę Notecką.
W 2018 roku staraniem Stowarzyszenia Świniary – Wieś między Wartą a Puszczą oraz Ośrodka Sportu i Rekreacji w Skwierzynie przy udziale młodzieży z Zespołu Szkół Technicznych w Skwierzynie, wolontariuszy ze Szkolnego Koła Wolontariatu oraz leśników wycięto i usunięto leżące drzewa i gałęzie, odkopano i oczyszczono wiele płyt nagrobnych, cokołów i ram nagrobków. Znalezione podczas porządkowania metalowe krzyże i elementy ozdobne nagrobków zostały zabezpieczone na terenie kościoła w Świniarach.